# Jan Janoušek
Jan Janoušek (29. srpna 1940, Velhartice – 6. prosince 2022, České Budějovice) byl český římskokatolický duchovní, veterinář (hygienik) a manažer. 

## Život
Jan Janoušek se narodil roku 1940 ve Velharticích, byl nejstarší ze šesti sourozenců. Studoval na střední zemědělské škole a následně absolvoval obor hygiena potravin na Vysoké škole veterinární v Brně. Byl zaměstnán v Západočeských mlékárnách v Klatovech (dnes Mlékárna Klatovy), kde působil do začátku 90. let 20. století jako výrobní ředitel. Ačkoliv od mládí ministroval a cítil povolání ke kněžskému životu, tak se ke studiu v kněžském semináři přihlásil až po pádu komunistického režimu. Jáhenské svěcení obdržel 23. prosince 2000 a na kněze byl vysvěcen 30. června 2001.
Po svěcení se od srpna 2001 ujal funkce faráře a administrátora ve farnostech Čkyně, Bohumilice a Lštění (od roku 2019 jen jako spiritualibus, výpomocný duchovní). Od července 2008 byl i administrátor excurrendo na Dobrši (od roku 2019 rovněž jen spiritualibus) a od července 2009 i administrátor excurrendo ve farnosti Vacov.
Během svého působení ve svěřených farnostech i jinde požehnal mnoho kaplí, soch, hasičských i obecních insignií a hasičské techniky (k hasičům měl jako dobrovolný hasič vřelý vztah). Za jeho působení proběhly v jím spravovaných kostelích rekonstrukce, případně i obnova výzdoby. V Dobrši v roce 2011 požehnal odhalený pomník připomínající jeho předchůdce, Martina Františka Vícha (1921–2008).
U příležitosti jeho 80. narozenin sloužil v srpnu 2020 mši ve Vacově pomocný biskup Pavel Posád.
O slavnosti Všech svatých, 1. listopadu 2022, jej českobudějovický biskup Vlastimil Kročil jmenoval čestným kanovníkem českobudějovické katedrální kapituly. Slavnostní instalace do úřadu se konala 6. prosince, následovalo společné slavení eucharistie a pohoštění. Jan Janoušek měl v plánu ten večer sám odjet autem zpět do Čkyně, nicméně po rozloučení a odchodu dostal při nastupování do auta infarkt myokardu a i přes lékařské úsilí se jej nepodařilo oživit. Zemřel zaopatřen svátostí pomazání nemocných, kterou mu udělil generální vikář David Henzl.
Pohřeb se konal 17. prosince: zádušní mše byla sloužena v kostele sv. Mikuláše ve Vacově a následně v kostele Narození Panny Marie ve Velharticích za účasti rodiny, farníků a starostů obcí, kde P. Janoušek sloužil. Mše celebrovali biskupové Kročil a Posád, kazatelem byl Janouškův spolužák ze semináře, generální vikář Henzl, koncelebrovali kněží českobudějovické diecéze, mezi nimi nástupci v duchovní správe – nástupci Šimon Stančík, Jan Löffelman, Vavřinec Skýpala, Jaromír Stehlík a Jan Mikeš. Ve Vacově závěrečnou píseň (Šumavský otčenáš) zazpíval Vojtěch Dyk. Po mši ve Velharticích byly ostatky P. Janouška uloženy do kněžského hrobu na velhartickém hřbitově.
V dubnu 2023 se ve Čkyni konala vzpomníková akce připomínající život a působení P. Janouška.

## Fotogalerie

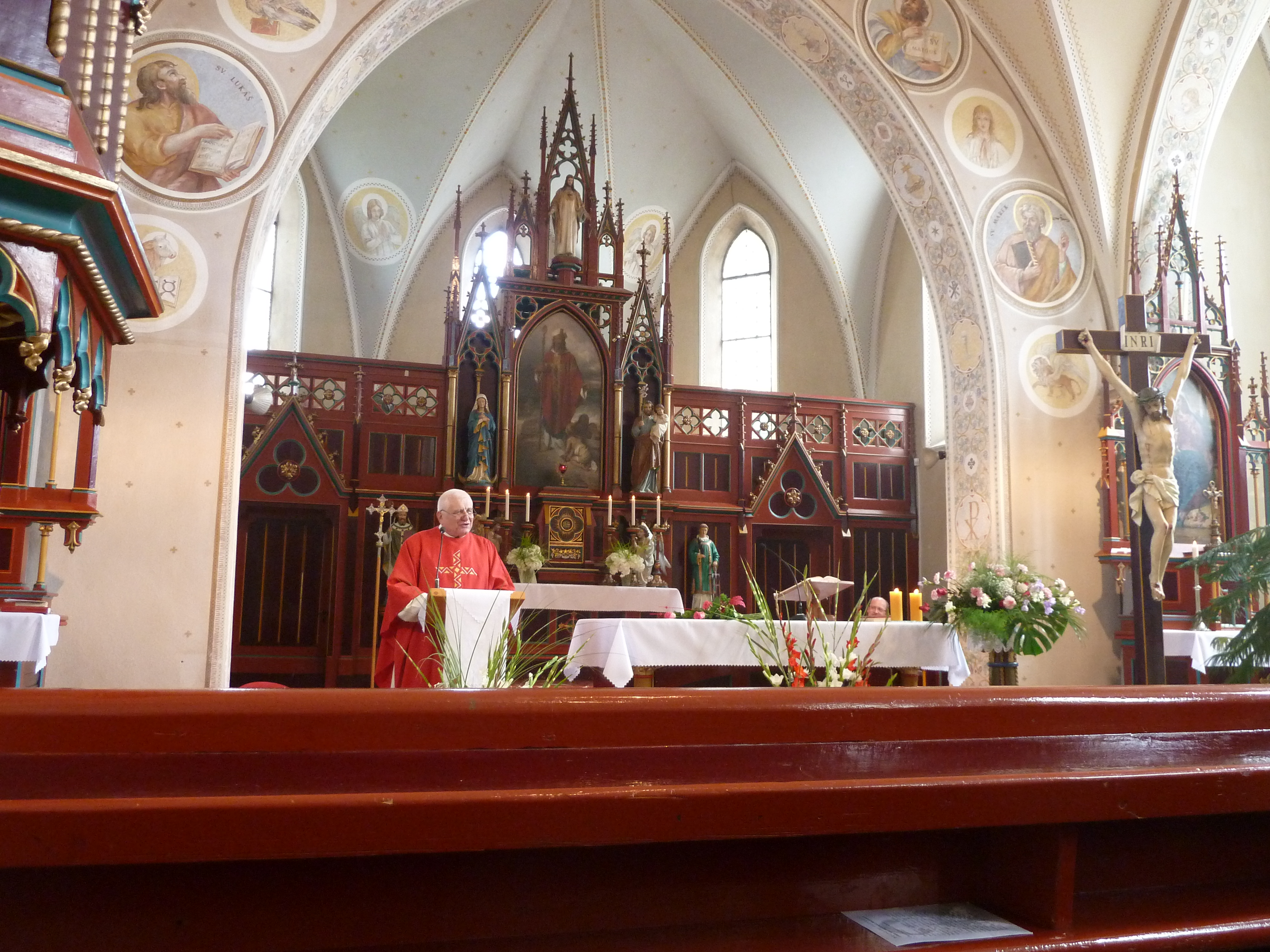
Jan Janoušek během poutní mše ve Vacově, 2010
Jan Janoušek při odhalení pomníku předešlého faráře – Martina Františka Vícha, 2011
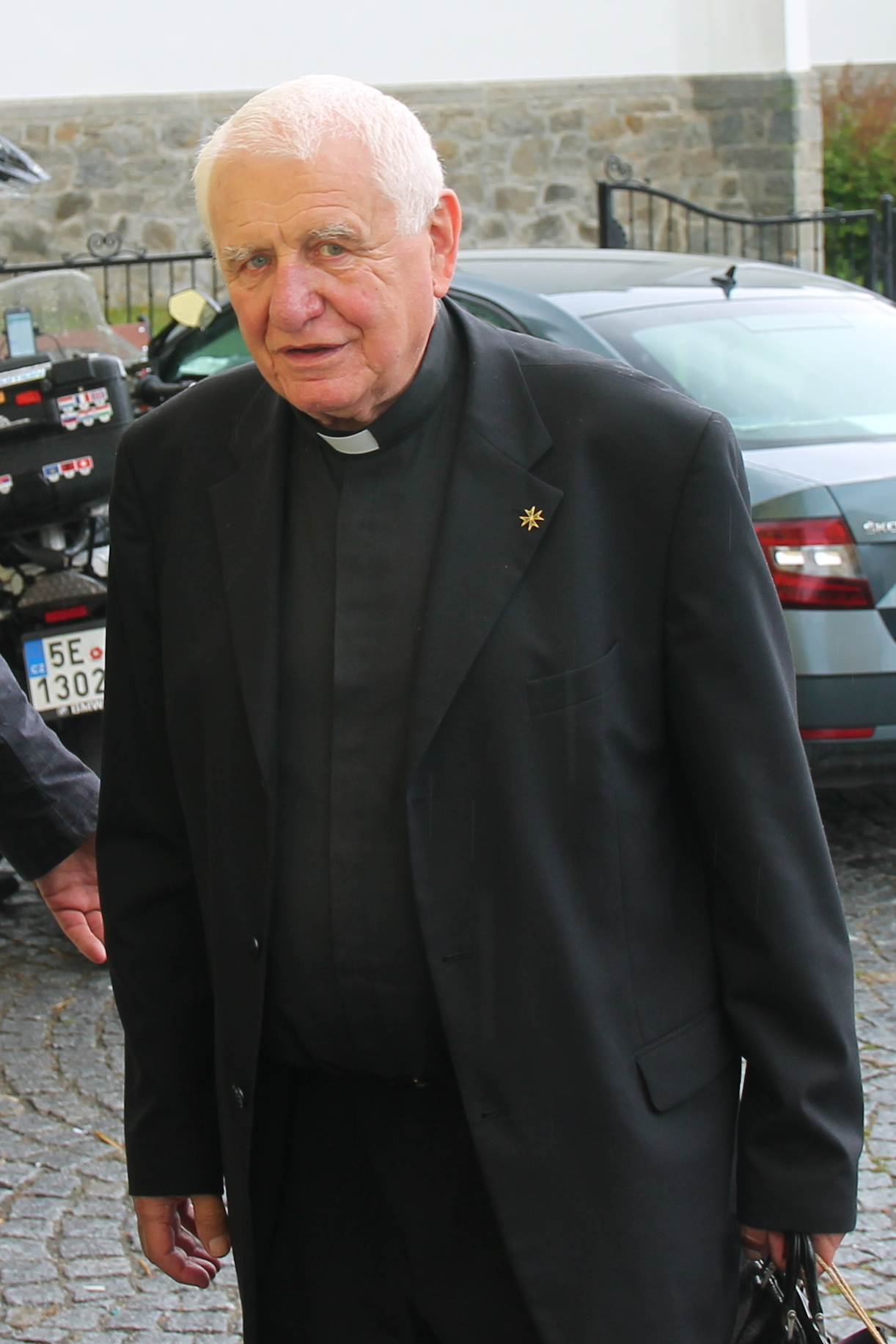
Jan Janoušek po mši u příležitosti 80. narozenin, 2020
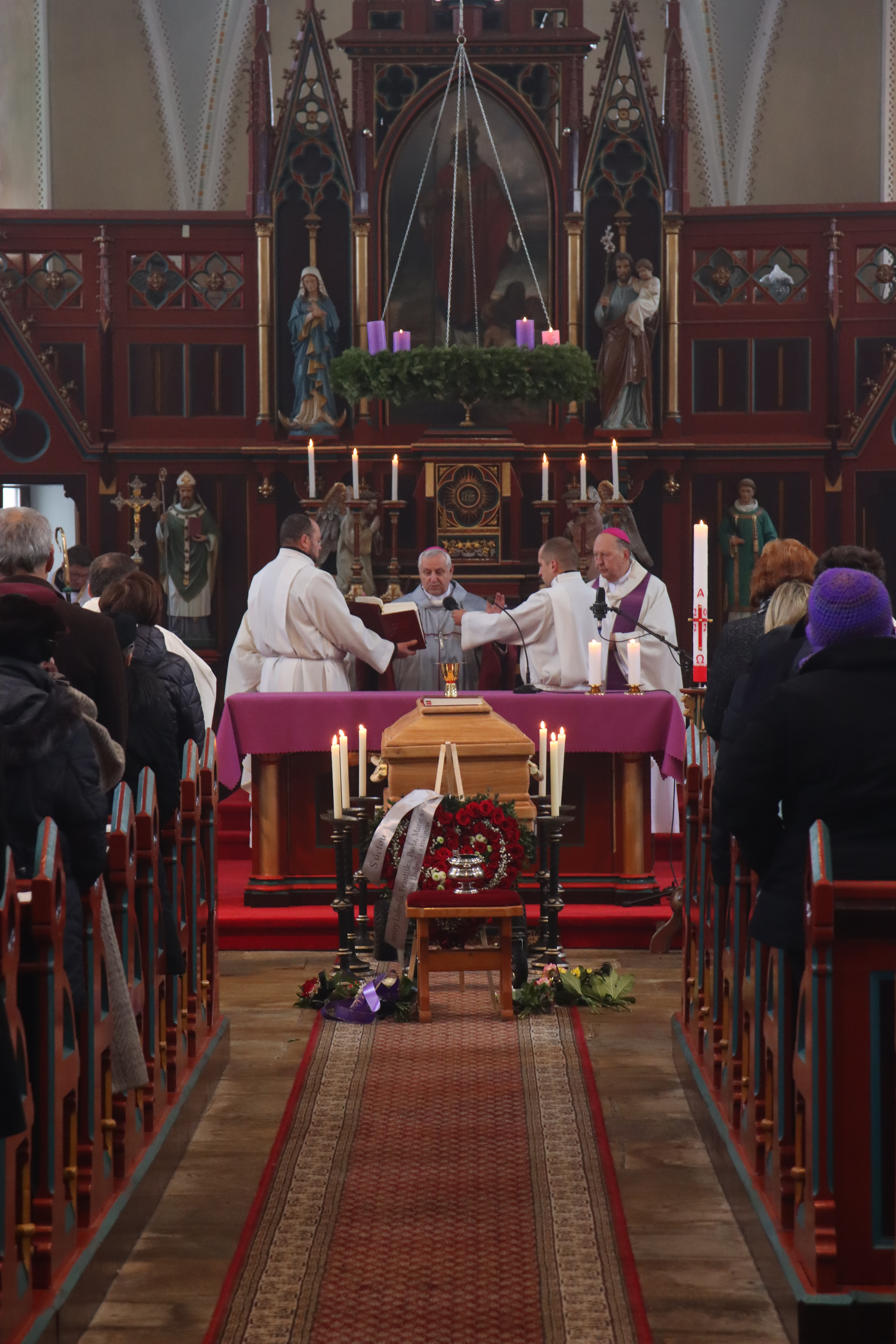
Pohřeb ve Vacově
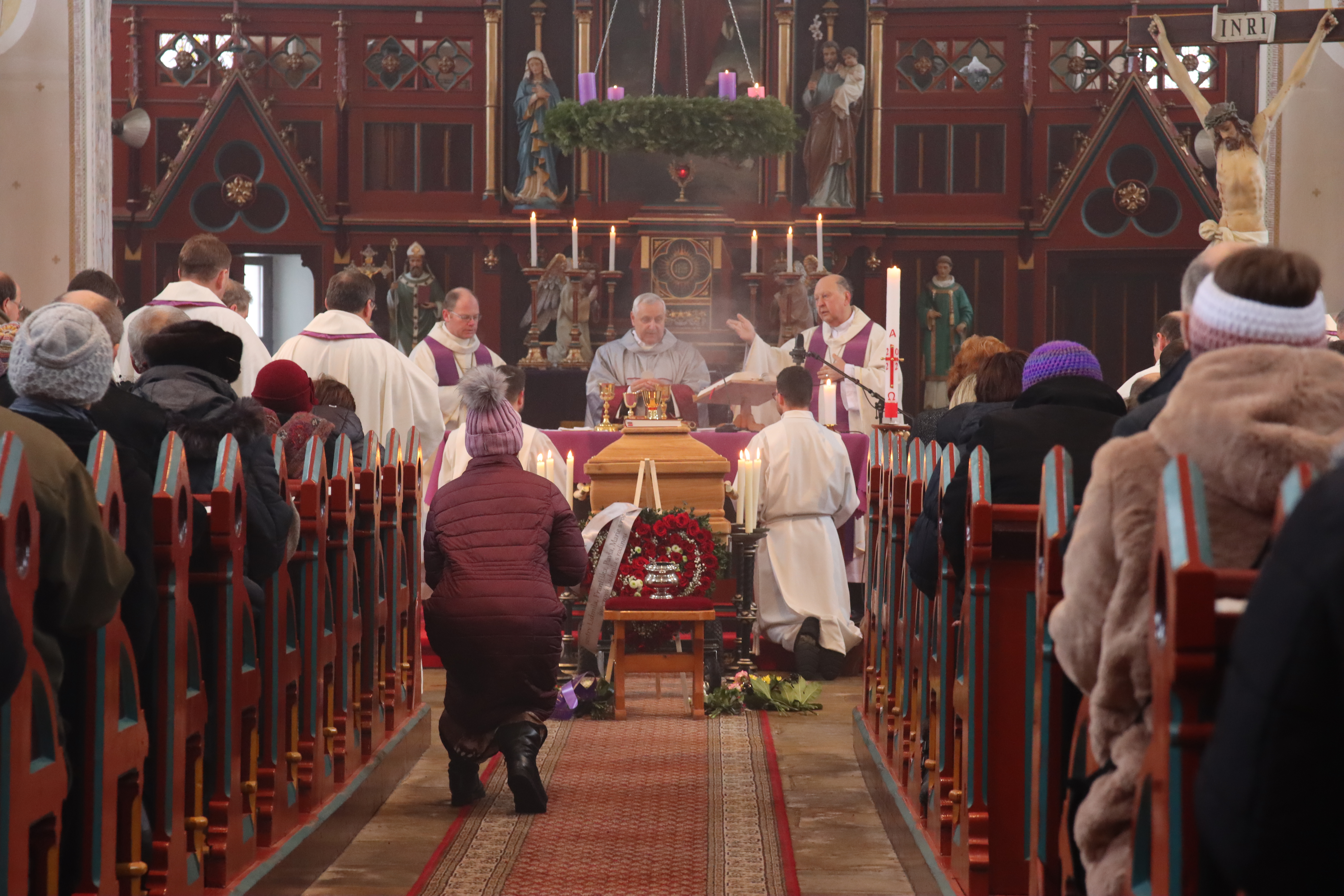
Pohřeb ve Vacově
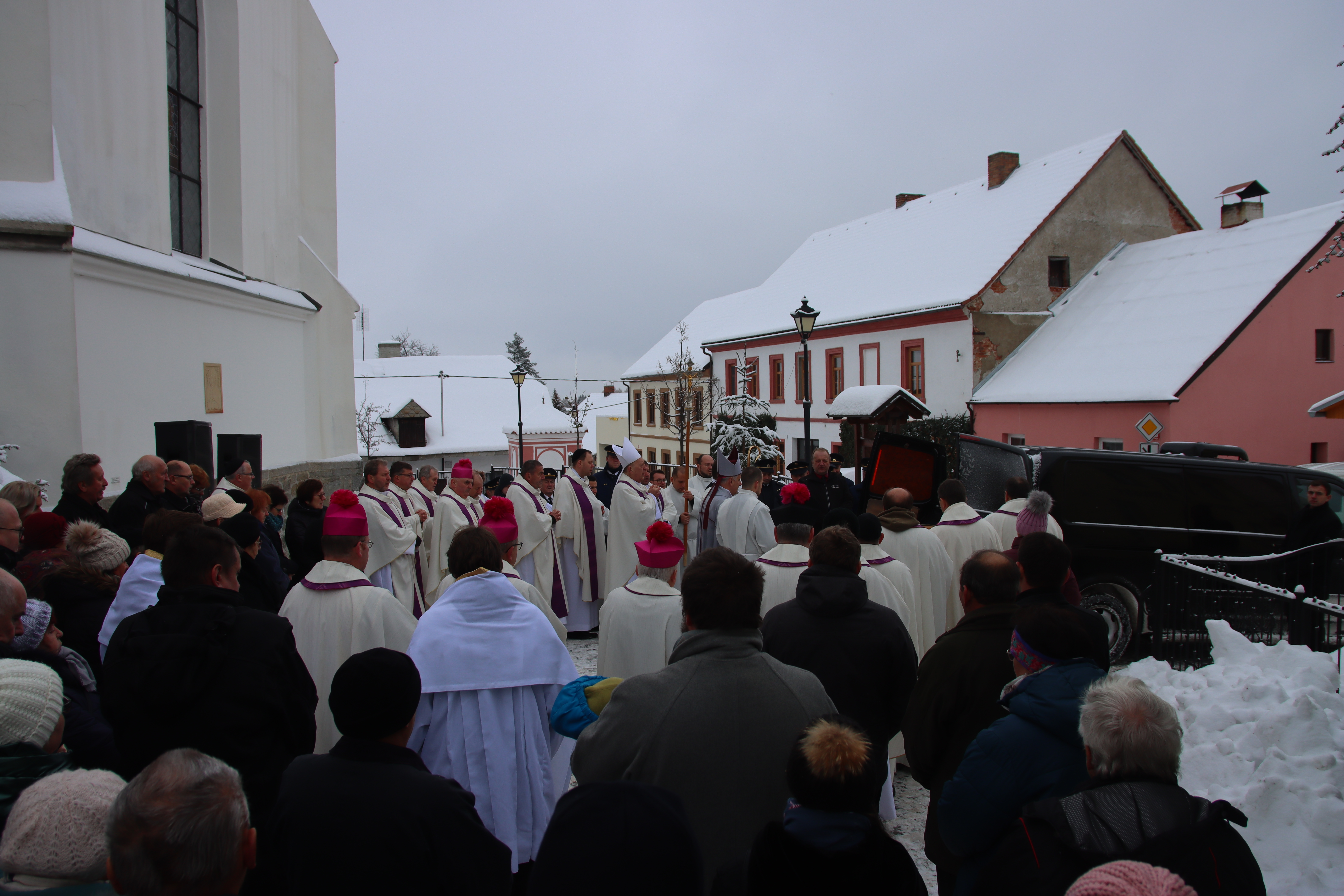
Pohřeb ve Vacově